# World Green Building Council
Il World Green Building Council (WorldGBC) è un network globale che riunisce i Green Building Council (GBC), associazioni nazionali indipendenti che operano nel settore dell'edilizia sostenibile.

## Storia
Il primo Green Building Council, quello statunitense, venne fondato nel 1993, e sulla sua scia ne nacquero altri in altre nazioni. David Gottfried, uno dei fondatori dell'US Green Building Council, cominciò a spingere per la formazione di delle "Nazioni Unite del Green Building Council", per coordinare i gruppi esistenti ed aiutare quelli in via di sviluppo. Dopo un primo meeting in California nel 1999, il World Green Building Council nacque quindi nel 2002, comprendente i GBC di Australia, Brasile, Canada, Giappone, India, Messico, Spagna e Stati Uniti.
Dal 2007 esiste una segreteria del WorldGBC, con base a Toronto e, dal 2009, il WorldGBC è strutturato in cinque network regionali; al 2012, il numero di GBC membri del WorldGBC era salito da nove a settantuno.

## I Green Building Council
Un Green Building Council è un'organizzazione no-profit e indipendente che riunisce aziende e organizzazioni del settore edilizio con lo scopo di promuovere l'edilizia sostenibile.  Al 2018, il WorldGBC comprende i seguenti GBC (a vari livelli di membership):
- Argentina
- Australia
- Austria
- Bahrein
- Bolivia
- Brasile
- Bulgaria
- Canada
- Cile
- Cina
- Colombia
- Costa Rica
- Croazia
- Egitto
- El Salvador
- Emirati Arabi Uniti
- Filippine
- Finlandia
- Francia
- Germania
- Ghana
- Giappone
- Giordania
- Grecia
- Guatemala
- Hong Kong
- India
- Indonesia
- Irlanda
- Italia
- Kazakistan
- Kenya
- Kuwait
- Libano
- Lussemburgo
- Malaysia
- Marocco
- Mauritius
- Messico
- Montenegro
- Namibia
- Norvegia
- Nuova Zelanda
- Paesi Bassi
- Pakistan
- Palestina
- Panama
- Paraguay
- Perù
- Polonia
- Qatar
- Regno Unito
- Ruanda
- Serbia
- Singapore
- Slovenia
- Spagna
- Sri Lanka
- Stati Uniti d'America
- Sudafrica
- Svezia
- Svizzera
- Taiwan
- Tanzania
- Turchia
- Ungheria
- Uruguay
- Vietnam